# Millennium Metal - Chapter One
Millennium Metal - Chapter One è il primo album della band power metal tedesca Metalium, uscito nel 1999

## Tracce
1. Circle of Fate - 1:47
2. Fight - 3:11
3. Dream of Doom - 3:33
4. Break the Spell - 5:56
5. Revelation - 3:21
6. Metalium - 4:37
7. Metamorphosis - 5:18
8. Void of Fire - 2:39
9. Free Forever - 4:10
10. Strike Down the Heaten - 3:43
11. Pilgrimage - 5:09
12. Metalians - 4:08
13. Smoke on the Water (cover Deep Purple) - 7:59
14. Burning (cover Accept)(bonus Track)

## Formazione
- Henning Basse - voce
- Matthias Lange - chitarra
- Mike Terrana - batteria
- Lars Ratz - basso
- Chris Caffery - chitarra